# Abell 533
Abell 533 è un ammasso di galassie situato prospetticamente nella costellazione della Lepre alla distanza di 606 milioni di anni luce dalla Terra (light travel time). È inserito nell'omonimo catalogo compilato da George Abell nel 1958. 
LEDA 812005 è la galassia più luminosa di Abel 533.